# 1498 Lahti
1498 Lahti este un asteroid din centura principală, descoperit pe 16 septembrie 1938, de Yrjö Väisälä.